# 비어레스
비어레스는 애니메이션 "성전사 단바인"에 등장하는, 가공의 병기. 오라 배틀러의 하나다.

## 기체해설
비란비를 기초로 쿠 나라에서 개발된 비쇼트 군 주력 오라 배틀러. 같은 시기의 아 나라의 신형기인 레프러칸조차 상회하는 높은 기동성과 파워를 소유하고 있어, 토드 기네스를 놀라게 했다.
무장은 오라 토마호크 2정, 팔 부분에 오라 발칸 1문과 2연장 와이어 부착 클로, 몸통에 플레임 밤 (화염포) 2문을 고정 화기로 가진다. 또, 토마호크를 수납하는 갑옷 토시는 특수가공이 이루어져 있어서 소형의 쉴드로서도 기능한다 (토드 왈 '평범한 갑각이 아니라구! '라고 외치며 소드를 튕겨내고 있다). 준비 원고에서는 사타구니의 장갑이 열리고, 수납식 2연장오라 캐넌이 설치되어 있는 그림이 있지만, 본편에서는 미사용이다.
부상에서 부활한 토드가, 일부러 쿠 나라에 들어갔기 때문에, 최초의 탑승자가 되어서 쇼의 단바인과 사투를 펼치고, 쇼를 패배하기 직전까지 궁지에 몰아넣은 적도 있어, 그 고성능을 뒷받침하고 있다 (토드는 오라 토마호크를 투척하고, 와이어 클로로 회수한다는 다른 기체에서는 볼 수 없는 독특한 전법도 보여주고 있다). 현행의 기술을 무리 없이 채용, 코몬으로서도 취급하기 쉬운 밸런스가 장점이여서, 뒤에 드레이크 군도 제식 채용했다.
전장이 지상계로 옮겨지고 나서는, 머리부분 가슴부분 아래 팔을 붉게 색칠한 전용기를 사용하는 "쿠 나라의 붉은 3기사 (갈라미티, 다, 녜트)"가, 트리플러라는 연계 공격으로 쇼 등 젤러나 대를 괴롭혔다.
뛰어난 설계이었기 때문에, 그 설계 사상은 차기 주력오라 배틀러 라이네크에 계승되었다.

## 비고
비어레스의 디자인은 이즈부치 유타카의 레프러칸용 디자인이, 잘못하여 ２중으로 작화 감독  코가와 토모노리에게 넘겨진 것 중 1장이며, 틀에 박힌 것으로 오해되어서 코가와의 손으로 철저하게 고쳐진 경력을 가진다. 검이 아닌 주력무기를 가지는 것도 그 이미지 체인지 덕분이다.
한편, 이 기체의 양팔에 세트된 오라 토마호크를, 화면과 같이 양손을 크로스시켜서 동시에 뽑는다,라는 동작은 현실에서는 불가능하지만, 일부러 멋짐을 우선시해서 확신범적으로 다용되고 있다.
모형에서는 설정도를 잘못 읽어서, 팔의 오라 발칸이 재현되어 있지 않은 것이 많다. 가슴의 플레임 밤을 오라 발칸이라고 오해한 설명도 보인다. 사족이지만, 작화 연출적인 혼란으로 극 전체에서 오라 발칸이 플레임 밤으로서 표현되고 있었으므로, 설정을 모르던 방영 당시의 시청자 대부분은 비어레스가 오라 발칸을 장비한 기체라고는 생각하지 않았던 모양이다.
갑옷 토시의 특수가공이 어려우므로 '양산이 쉽지 않다'라는 일부 자료 (라포트 간행 "단바인 대사전")도 있지만, 이 설은 본편을 보는 한은 부정될 것 같다.

## 같이 보기
- 오라 머신 목록